# Antonio Caregaro Negrin
Antonio Caregaro Negrin (Vicenza, 13 giugno 1821 – Vicenza, 26 dicembre 1898) è stato un architetto e architetto del paesaggio italiano.

## Biografia

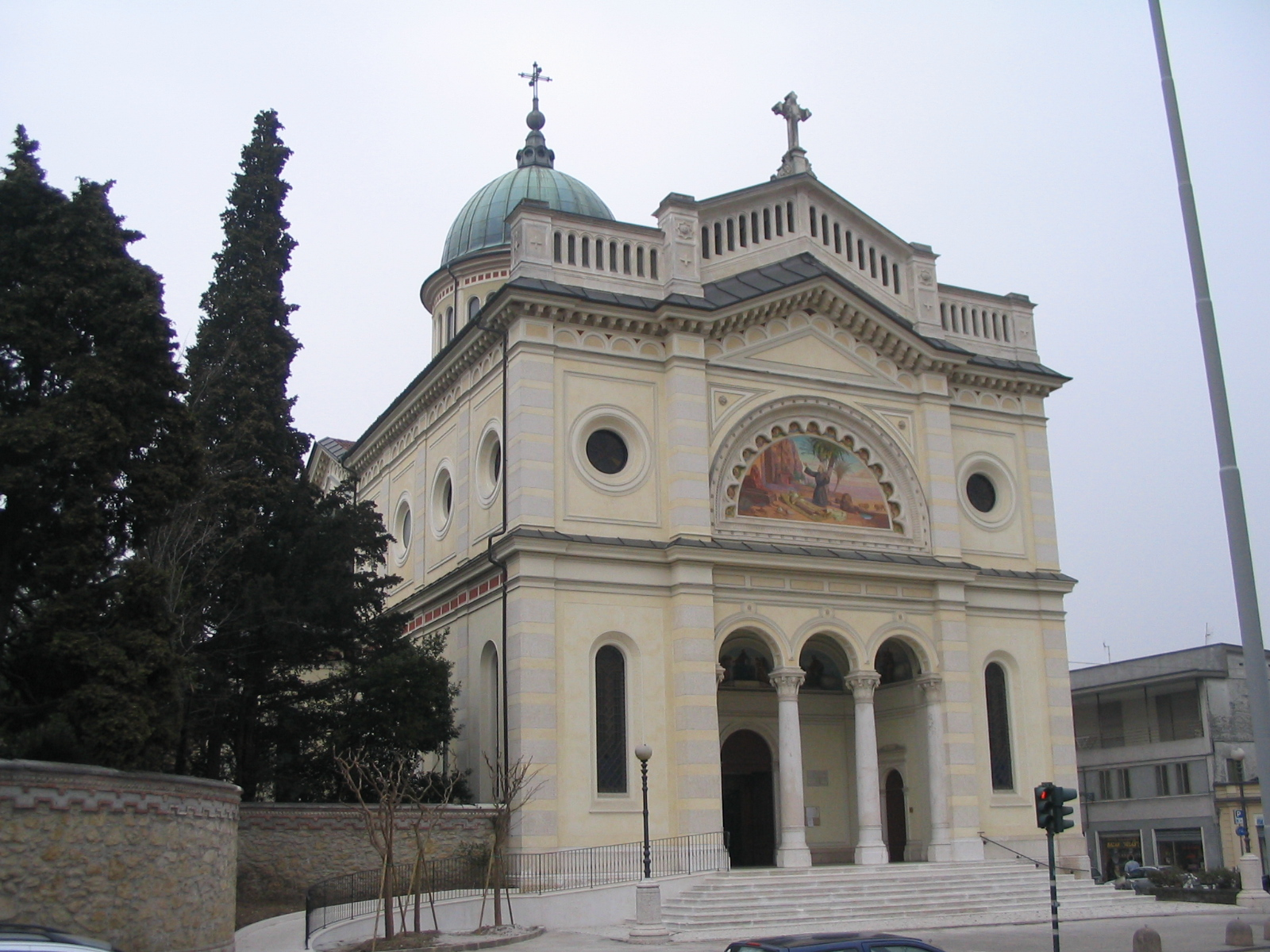
La chiesa di Sant'Antonio Abate di Schio, opera del 1879

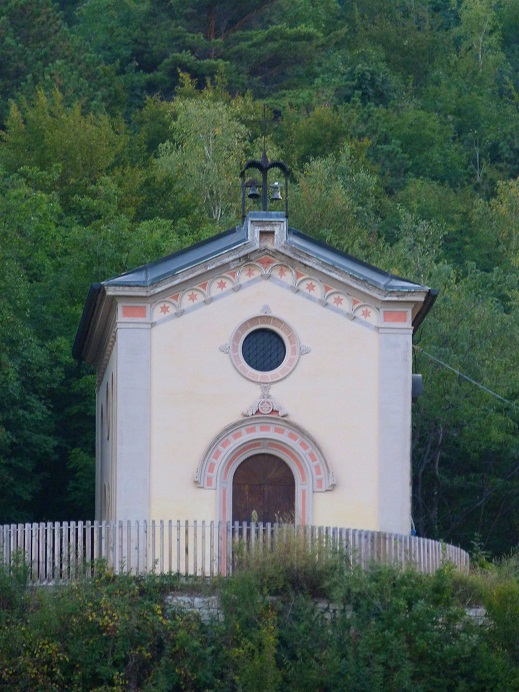
La chiesa di San Gottardo di Vittorio Veneto, opera del 1865

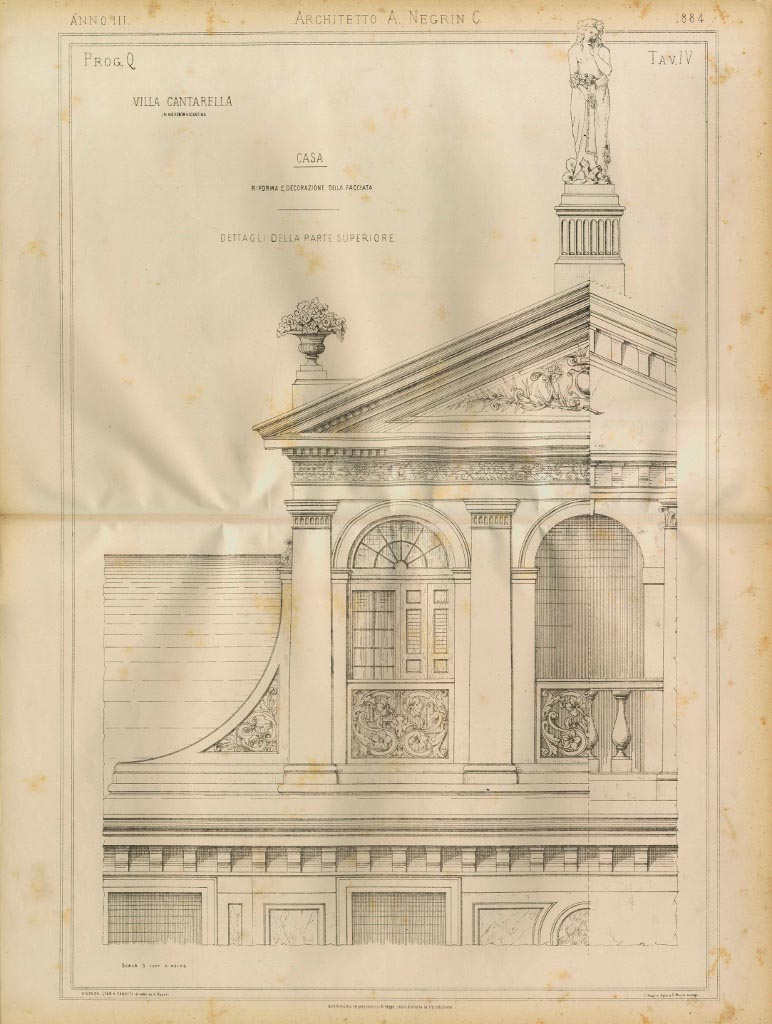
Tavola IV del progetto di ristrutturazione per Villa Manin Cantarella di Noventa Vicentina, 1883

Nato da Domenico Caregaro e da Maddalena Negrin, entrambi provenienti da famiglie di capomastri (l'architetto, di cognome Caregaro dal padre, era conosciuto come Negrin o Caregaro detto Negrin. Solo in seguito, forse fine ottocento, il doppio cognome viene registrato come cognome unico), fu introdotto all'architettura grazie a un corso di disegno tecnico e ad alcuni suoi insegnanti che, intuendo le sue potenzialità, gli impartirono lezioni private. Iniziò a lavorare nell'impresa edile della famiglia. Nel 1841 sposò Veronica Zanetti e uscì dall'impresa.
Riuscì a mettere in piedi un'impresa edile di discrete dimensioni, tuttavia Negrin si dimostrò sempre più interessato all'arte e all'architettura che non al lavoro da capomastro. Tra il 1841 e il 1848 si datano i suoi primi lavori eseguiti a Vicenza e provincia su commissione delle più illustri famiglie del tempo (Salvi, Nievo, Fogazzaro, Cabianca), consistenti per lo più in ristrutturazioni di palazzi cittadini, di case e ville di campagna.
L'esperienza più significativa di questo periodo è il restauro del 1846 della scena del Teatro Olimpico di Vicenza, affidatogli dall'Accademia Olimpica, che sancì la sua ascesa professionale e in seguito al quale fu nominato accademico olimpico e accolto nell'élite culturale vicentina.
Convinto patriota, durante i moti del 1848 - interrotta temporaneamente l'attività di architetto - si adoperò per la difesa di Vicenza, progettando alcune costruzioni difensive. Alla caduta della città, riparò a Venezia e fu aggregato al corpo di ingegneri militari addetti alle opere di fortificazione, contribuendo particolarmente al potenziamento di Forte Marghera e delle Batterie Campalto e Tessera. All'annessione al Regno d'Italia venne nominato per questo Commendatore della Corona.
Nel 1853 l'Accademia di belle arti di Venezia gli conferì la nomina di architetto civile.
Dopo la caduta della Repubblica di San Marco viaggiò in Italia e all'estero e riprese la sua carriera, distinguendosi in particolare come progettista di giardini e diventando l'architetto di fiducia dell'imprenditore Alessandro Rossi che gli conferì molteplici commesse a Schio e nell'Alto vicentino: il primo incarico riguardò l'ampliamento dello stabilimento laniero di Schio nel 1859; seguirono poi, tra gli altri, la progettazione del nuovo quartiere operaio dal 1872, villa Rossi a Santorso e il podere modello (1865-1884), parte del villaggio operaio di Piovene Rocchette (1869-1882).
Tra il 1866 e il 1889 divenne membro della commissione d'ornato di Vicenza, impegnandosi nel recupero dei monumenti cittadini: la Loggia del Capitanio, la Basilica Palladiana.
Tra il 1882 e il 1886 pubblicò a sue spese la maggior parte dei suoi progetti nell'opera dal titolo Raccolta di disegni autografati per edifizi pubblici e privati di città e campagna (ville, chiese, teatri, giardini, stabilimenti, ecc.). Ottenne vari titoli onorifici tra cui, nel 1891, la medaglia di bronzo dal Ministro della pubblica istruzione a titolo di merito per l'opera compiuta. Antonio Caregaro Negrin rivestì per molti anni la carica di Presidente dell'Associazione dei Veterani e Volontari Vicentini del 1848 ed anni successivi.
Morì a Vicenza il 26 dicembre 1898.
Dal punto di vista stilistico Caregaro Negrin, soprattutto nella fase iniziale della sua carriera, aderisce ai modelli del neoclassicismo vicentino, abbracciando poi anche l'eclettismo, ma esprimendosi anche con spunti precursori del liberty. Nella progettazione di giardini romantici si leggono gli insegnamenti di Giuseppe Jappelli. Caregaro Negrin si afferma come uno dei protagonisti dell'architettura dell'Ottocento veneto e italiano.

## Archivio
Una raccolta di suoi manoscritti del 1848-1849 - donata dagli eredi nel 1989 - è conservata presso il Museo del Risorgimento e della Resistenza di Vicenza. Si tratta di documentazione e materiale relativo al periodo 1848-1849 e inerente all'impegno patriottico di Antonio Caregaro Negrin come architetto-ingegnere militare nella difesa di Vicenza e Venezia nella prima guerra d'Indipendenza.
Manoscritti, materiali grafici e fotografici relativi all'attività dell'architetto sono presenti presso le seguenti istituzioni: Biblioteca civica Bertoliana, Vicenza; Archivio storico del Comune di Vicenza; Archivio storico del Cotonificio Rossi, Vicenza; Museo civico di Padova; Archivio dell'Ospedale Psichiatrico della Provincia di Vicenza, Montecchio Precalcino (Vicenza); Archivio della famiglia Letter, Schio (Vicenza); Archivio storico della Lanerossi SPA, Schio (Vicenza), Musei civici di Vicenza.

## Opere principali
A Vicenza e provincia
- Restauro del Teatro Olimpico (1846), Vicenza
- Intervento al palazzo Tamburini con reinterpretazione nello stile del tempo, Schio (1869)
- Restauro e ampliamento del Palazzo Volpe Cabianca
- Villa Rossi e annesso podere modello del senatore Alessandro Rossi (1865-1884), Santorso
- Monumento in memoria della battaglia di Sorio, con obelisco (1868), Gambellara
- Basamento del Monumento al Tessitore (1879), Schio
- Ristrutturazione di Villa Manin Cantarella (1883), Noventa Vicentina
- Ampliamento di Villa Porto, Vivaro di Dueville (ali laterali)
- Ampliamento di Villa Pasini, Arcugnano
- Ristrutturazione di villa Negri De Salvi, ex sede municipale, Albettone
- Risistemazione del parco di Villa Trissino Conti Cavaliere Girardini, Sandrigo
- Nuovo quartiere operaio, Schio
- Giardino per la villa di Antonio Fogazzaro, Montegalda
- Giardino Jacquard, Schio[6]
- Chiesa di Sant'Antonio Abate, Schio
- Palazzina Fraccaroli (incompiuta), Piovene Rocchette
- Chiesa parrocchiale di Poleo, Schio (conclusa 1881)[7]
- Asilo Rossi, Schio
- Palazzo Carraro (ampliamenti e restauro della struttura preesistente), Schio
- Parco di Villa Godi, Lugo di Vicenza
- Palazzo Municipale, Arzignano

Nel Veneto
- Potenziamento di Forte Marghera e delle Batterie di Campalto e Tessera (Venezia)
- Chiesa di San Gottardo (1865), Vittorio Veneto (Treviso)
- Palazzo del Municipio (1876), San Bonifacio (Verona)
- Parco di Villa Costantini Morosini Papadopoli-Aldobrandini, Ceneda, Vittorio Veneto
- Parco di Villa Trevisanato, Mogliano Veneto (Treviso)

## Opere a stampa
- Dell'arte dei giardini - Parte storica, Conferenza tenuta il 31 ottobre 1890 nel salone del palazzo della Prima Esposizione italiana di Architettura di Torino, e prima il 27 giugno 1867 all'Ateneo Veneto di Venezia e il 21 gennaio 1890 all'Accademia Olimpica di Vicenza e riportata in Scritti sui giardini, raccolta a cura di Bernardetta Ricatti Tavone, assieme ad un breve sunto della conferenza dal medesimo Cav. A. C. Negrin, Architetto dell'Accademia Olimpica di Vicenza, il 13 febbraio 1891, con il titolo Dell'arte dei giardini - Come si fa un giardino pubblico, nonché del sunto della conferenza del medesimo arch. A. C. Negrin, in Vicenza il 3 maggio 1891, con il titolo Dell'arte dei giardini - Come si costruisce un giardino privato e assieme ad una raccolta di mappe e progetti, una biografia sull'attività del medesimo, volume pubblicato con patrocinio dell'Istituto Regionale Ville Venete nella collana diretta da Lionello Puppi denominata Fonti e testi inediti e rari per la civiltà delle ville venete con il titolo Scritti sui giardini da Umberto Allemandi & C., 2005, ISBN 88-422-1320-9
- Raccolta di disegni autografati per edifizi pubblici e privati di città e campagna (ville, chiese, teatri, giardini, stabilimenti, ecc.), raccolta di progetti e disegni pubblicata tra il 1882 e il 1886